# Souad Massi
Souad Massi (Argel, 23 de agosto de 1972) es una cantante, letrista y guitarrista argelina.

## Biografía
Souad Massi se crio en el barrio de Bab El-Oued. Hija de una humilde familia de melómanos, descubre el chaabi, el rock and roll, el pop, el country, el flamenco, el folk. Tras aprender solfeo y guitarra, aparece en escena dentro del grupo Triana d'Alger en 1989.
La Guerra Civil de Argelia y en particular los toques de queda, truncan su carrera musical y estudia urbanismo e ingeniería. Más tarde se une al grupo de rock Atakor, con tintes políticos y marcadas influencias de los grupos U2, INXS y Led Zeppelin; abandona el gabinete de urbanismo donde trabajaba como becaria y retoma la música grabando un disco de éxito, que le da a conocer a un público anglosajón.
En enero de 1999, fue invitada al "Festival Mujeres de Argelia" en el Cabaret Sauvage de París, tras lo cual –y motivada por amenazas a su vida que recibió por su participación en Atakor y por su comportamiento poco acordeonista a la tradición argelina– se quedó en Francia, firmando un contrato con la Island-Mercury (Universal Music). Mezcla estilos diversos como el pop y la música árabe-andalusí. Desde sus días de Atakor ha dejado de lado los textos políticos; sus letras son hoy en día personales, a menudo tristes, cantados principalmente en árabe argelino, francés y bereber. Ha participado en dúos con Marc Lavoine, Bernard Lavilliers, Geoffrey Oreyma, Ismael Lo o Florent Pagny. También ha compartido escenarios con la Orchestre National de Barbès.
Souad Massi ha conseguido que Mesk Elil (Madreselva) obtenga el premio al mejor disco de músicas del mundo de 2005 tanto en Francia como en el Reino Unido.
En 2007 salió al mercado una selección de doce de sus grandes éxitos bajo el título Acoustic, grabado en un concierto en el Théâtre La Coupole de Sant Louis (Francia) en enero de ese mismo año.
En 2010 nace su cuarto disco, Ô Houria, con la premisa de experimentar nuevas vías de expresión musical.
Las canciones de Souad Massi están construidas con amor, valentía y protesta contra la intolerancia en el mundo. En su disco El Mutakallimun (2015) recoge un conjunto de poemas árabes que se remontan al siglo VI.
A menudo ha sido considerada una de las mejores cantantes del norte de África. En 2019 publicó su disco Oumniya, un tributo a la mujer partiendo desde sus propias emociones hasta lo universal.

## Discografía
- Raoui (2001) (El cuentacuentos)
- Deb (2003)
- Mesk Elil (2005) (Madreselva)
- Live acoustique (2007)
- Ô Houria (2010)
- El Mutakallimun (2015)
- Oumniya (2019)

## Premios y reconocimientos
- Victoires de la musique por el álbum de músicas mundiales del año 2006.
- En 2011 estuvo nominada en la categoría de Mejor Disco de Música del Mundo en Les Victoires de la Musique por su disco Ô Houria.[13]